# فهرست جایزه‌ها و نامزدی‌های جک نیکلسون
در این مقاله فهرستی از جوایز و نامزدی‌های دریافت شده توسط بازیگر آمریکایی جک نیکلسون، تهیه شده است. نیکلسون یکی از تنها شش بازیگری است که برنده سه جایزه اسکار در رشته بازیگری شده است و او با مجموع ۱۲ نامزدی اسکار بیشترین نامزدی را در بین بازیگران مرد در اختیار دارد.

## جوایز اسکار
نیکلسون سه بار جایزه اسکار را از دوازده نامزدی که داشته برنده شده است که بیشترین نامزدی را در بین بازیگران مرد دارد و با دانیل دی-لوئیس و والتر برنان از نظر دریافت جایزه برابر است.
| سال  | نام اثر            | جایزه                      | نتیجه    |
| ---- | ------------------ | -------------------------- | -------- |
| ۱۹۷۰ | ایزی رایدر         | بهترین بازیگر نقش مکمل مرد | نامزدشده |
| ۱۹۷۱ | پنج قطعه آسان      | بهترین بازیگر نقش اول مرد  | نامزدشده |
| ۱۹۷۴ | آخرین مأموریت      | بهترین بازیگر نقش اول مرد  | نامزدشده |
| ۱۹۷۵ | محله چینی‌ها        | بهترین بازیگر نقش اول مرد  | نامزدشده |
| ۱۹۷۶ | دیوانه از قفس پرید | بهترین بازیگر نقش اول مرد  | برنده    |
| ۱۹۸۲ | سرخ‌ها              | بهترین بازیگر نقش مکمل مرد | نامزدشده |
| ۱۹۸۴ | شرایط مهرورزی      | بهترین بازیگر نقش مکمل مرد | برنده    |
| ۱۹۸۶ | شرف خانواده پریتزی | بهترین بازیگر نقش اول مرد  | نامزدشده |
| ۱۹۸۸ | آیرن‌وید            | بهترین بازیگر نقش اول مرد  | نامزدشده |
| ۱۹۹۳ | چند مرد خوب        | بهترین بازیگر نقش مکمل مرد | نامزدشده |
| ۱۹۹۸ | بهتر از این نمی‌شه  | بهترین بازیگر نقش اول مرد  | برنده    |
| ۲۰۰۳ | درباره اشمیت       | بهترین بازیگر نقش اول مرد  | نامزدشده |

## انجمن منتقدان فیلم بوستون
در سال ۱۹۸۱ تأسیس شد و هرساله به بهترین فیلم‌ها و فیلم‌سازها جایزه اعطا می‌کند. نیکلسون سه بار موفق به کسب این جایزه شده است.
| سال  | نام اثر            | جایزه                      | نتیجه |
| ---- | ------------------ | -------------------------- | ----- |
| ۱۹۸۲ | سرخ‌ها              | بهترین بازیگر نقش مکمل مرد | برنده |
| ۱۹۸۴ | شرایط مهرورزی      | بهترین بازیگر نقش مکمل مرد | برنده |
| ۱۹۸۶ | شرف خانواده پریتزی | بهترین بازیگر نقش اول مرد  | برنده |

## جایزه بفتا
جوایز آکادمی فیلم بریتانیا یک مراسم سالانه است که در سال ۱۹۴۷ تأسیس شد. نیکلسون سه بار از هفت نامزدی در این مراسم را جایزه کسب کرده است.
| سال  | نام اثر                     | جایزه                      | نتیجه    |
| ---- | --------------------------- | -------------------------- | -------- |
| ۱۹۷۰ | ایزی رایدر                  | بهترین بازیگر نقش مکمل مرد | نامزدشده |
| ۱۹۷۵ | آخرین مأموریت / محله چینی‌ها | بهترین بازیگر نقش اول مرد  | برنده    |
| ۱۹۷۷ | دیوانه از قفس پرید          | بهترین بازیگر نقش اول مرد  | برنده    |
| ۱۹۸۳ | سرخ‌ها                       | بهترین بازیگر نقش مکمل مرد | برنده    |
| ۱۹۹۰ | بتمن                        | بهترین بازیگر نقش مکمل مرد | نامزدشده |
| ۲۰۰۳ | دربارهٔ اشمیت                | بهترین بازیگر نقش اول مرد  | نامزدشده |
| ۲۰۰۷ | رفتگان                      | بهترین بازیگر نقش مکمل مرد | نامزدشده |

## گلدن گلوب
جوایز مراسم گلدن گلوب توسط اعضای ۹۳ نفری انجمن مطبوعات خارجی هالیوود، به بهترین‌های فیلم و سریال در هردو بخش خارجی و داخلی اعطا می‌شود. نیکلسون از هفده نامزدی خود، موفق به کسب شش جایزه شده است. به علاوه او در سال ۱۹۹۹، جایزه سیسیل بی دمیل را دریافت کرد.
| سال           | نام اثر              | جایزه                                  | نتیجه        |
| ------------- | -------------------- | -------------------------------------- | ------------ |
| ۱۹۷۰          | ایزی رایدر           | بهترین بازیگر نقش مکمل مرد             | نامزدشده     |
| ۱۹۷۱          | پنج قطعه آسان        | بهترین بازیگر مرد فیلم درام            | نامزدشده     |
| ۱۹۷۲          | دانش ذهنی            | بهترین بازیگر مرد فیلم درام            | نامزدشده     |
| ۱۹۷۴          | آخرین مأموریت        | بهترین بازیگر مرد فیلم درام            | نامزدشده     |
| ۱۹۷۵          | محله چینی‌ها          | بهترین بازیگر مرد فیلم درام            | برنده        |
| ۱۹۷۶          | دیوانه از قفس پرید   | بهترین بازیگر مرد فیلم درام            | برنده        |
| ۱۹۸۲          | سرخ‌ها                | بهترین بازیگر نقش مکمل مرد             | نامزدشده     |
| ۱۹۸۴          | شرایط مهرورزی        | بهترین بازیگر نقش مکمل مرد             | برنده        |
| ۱۹۸۶          | شرف خانواده پریتزی   | بهترین بازیگر مرد فیلم موزیکال یا کمدی | برنده        |
| ۱۹۸۸          | آیرن‌وید              | بهترین بازیگر مرد فیلم درام            | نامزدشده     |
| ۱۹۹۰          | بتمن                 | بهترین بازیگر مرد فیلم موزیکال یا کمدی | نامزدشده     |
| ۱۹۹۳          | چند مرد خوب          | بهترین بازیگر نقش مکمل مرد             | نامزدشده     |
| ۱۹۹۳          | هوفا                 | بهترین بازیگر مرد فیلم درام            | نامزدشده     |
| ۱۹۹۸          | بهتر از این نمی‌شه    | بهترین بازیگر مرد فیلم موزیکال یا کمدی | برنده        |
| ۲۰۰۳          | دربارهٔ اشمیت         | بهترین بازیگر مرد فیلم درام            | برنده        |
| ۲۰۰۴          | یکی باید کوتاه بیاید | بهترین بازیگر مرد فیلم موزیکال یا کمدی | نامزدشده     |
| ۲۰۰۷          | رفتگان               | بهترین بازیگر نقش مکمل مرد             | نامزدشده     |
| جوایز افتخاری |                      |                                        |              |
| ۱۹۹۹          | –                    | جایزه سیسیل بی دمیل                    | دریافت کننده |

## گرمی
جایزه گرمی هرساله توسط آکادمی ملی علوم و هنرهای ضبط ایالات متحده، به آثار برجسته در صنعت موسیقی داده می‌شود. این جایزه اغلب به عنوان بالاترین افتخار در موسیقی حساب می‌شود. ای مراسم در سال ۱۹۵۸ آغاز به کار کرد.
| سال  | نام اثر              | جایزه                                                                      | نتیجه |
| ---- | -------------------- | -------------------------------------------------------------------------- | ----- |
| ۱۹۸۸ | The Elephant's Child | بهترین آلبوم برای کودکان (به همراه بابی مک‌فرین، مارک ساتنیک و تام برادشاو) | برنده |

## جایزه سینمایی و تلویزیونی ام‌تی‌وی
| سال  | نام اثر     | جایزه                  | نتیجه    |  |
| ---- | ----------- | ---------------------- | -------- |  |
| ۱۹۹۲ | چند مرد خوب | بهترین بازیگر مرد فیلم | نامزدشده |  |
| ۱۹۹۲ | چند مرد خوب | بهترین بازیگر نقش منفی | نامزدشده |  |
| ۲۰۰۶ | رفتگان      | بهترین بازیگر نقش منفی | برنده    |  |